# Дворец Дедушицких (Львов)
Дворе́ц Дедуши́цких (укр. Палац Дідушицьких) — памятник архитектуры классицизма во Львове (Украина). Находится в центральной части города, на улице Театральной, 18.

## История
Здание выстроено из кирпича, оштукатуренное, квадратное в плане, с внутренним двориком, трёхэтажное. Фасад расчленяют пилястры с цоколями, облицованными камнем. Центр фасада подчёркнут слабо выступающим ризалитом с четырьмя дорическими колоннами, завершенным треугольным фронтоном. Интересно решены скульптурные консоли балкона второго этажа.
Фундаменты и первый этаж здания относятся к концу XVIII века. В 1830 здание перестроил в духе классицизма архитектор В.Равский-старший. В нём располагались службы магистрата.
В 1868 году граф Владимир Дедушицкий купил это здание, в 1870 году открыл природоведческий музей, а в 1890 передал его в общественные руки. Ныне здесь располагается Государственный природоведческий музей НАН Украины, в котором собрано более 360 тысяч экспонатов.
С 1995 до 2011 в здании проводился капитальный ремонт.